# Alfredo Cecchi
Alfredo Cecchi   (Florència, 1875 - valor desconegut), després de 1920) va ser un cantant d'òpera italià (tenor).
Cecchi va estudiar cant a Milà amb Elettra Callery-Viviani. Va debutar en baríton el 1899, i després d'una interrupció d'uns mesos va passar de tenor el 1901 com a Radames a lAïda de Verdi. A més d'aparicions a teatres d'òpera italians, també va fer aparicions com a convidat a Sant Petersburg, Lisboa, Londres, El Caire, São Paulo, Rio de Janeiro, Mèxic i Constantinoble. Al centre del seu repertori es trobaven les parts tenores de les òperes de Verdi. S'han conservat diversos enregistraments amb ell dels anys 1900. La seva última aparició escènica va ser el 1920, després de la qual va viure com a professor de cant a Milà. Entre els seus estudiants figuraven Alfred Orda, Alessandro Granda o Alessandro Ziliani. Es desconeix la data i el lloc de la mort.

## Curiositat
El 1902 va ser protagonista d'un fet de crònica quan actuava a l'escenari del Teatre Verdi de Florència interpretant Ernani. Va atacar al periodista Cesare Levi que a les pàgines de la Domenica Fiorentina havia parlat malament de la seva actuació. El cas no havia seguit curs legal però va ser jutjat per l'associació de la Premsa que va condemnar el comportament del cantant.